# Eugeniusz Faber
Eugeniusz Faber (* 6. April 1939 in Chorzów; † 24. September 2021 in Liévin) war ein polnischer Fußballspieler aus Oberschlesien.

## Leben und Karriere
Faber wurde 1939 im oberschlesischen Chorzów (deutsch Königshütte) geboren. Mit dem professionellen Fußballspielen begann er bei Ruch Chorzów, wo er ab 1959 im Profikader stand. Im selben Jahr gehörte er auch erstmals zum Kader der Polnischen Fußballnationalmannschaft, der er bis 1969 angehören sollte. 1960 und 1968 wurde Faber mit Ruch polnischer Fußballmeister. 1971, nach 284 Ligaspielen, in denen er über 100 Tore schoss, wechselte er schließlich zum französischen RC Lens. Für seinen neuen Verein absolvierte er insgesamt 104 Ligaspiele, in denen er auf 44 Tore kam. In der Saison 1972/73 konnte er mit seinem Club den Aufstieg in die erste französische Liga feiern. Kurz vor seinem Karriereende stand er mit dem RC Lens zudem im Finale des Coupe de France 1974/75, das allerdings 2:0 gegen AS Saint-Étienne verloren ging.